# Korzybski instituut
Het Korzybski instituut, ook wel geschreven als Korzybski Instituut, is een opleidingsinstituut voor oplossingsgerichte therapie met filialen in Brugge en Antwerpen. Ze geven een opleiding zowel tot counselor als tot psychotherapeut.

## Geschiedenis
Geïnspireerd door het werk van Milton H. Erickson begon Luc Isebaert in 1984 samen met Myriam Le Fevere de Ten Hove en Erwin De Bisscop een studiegroepje om het succes van Erickson en andere therapeuten te begrijpen. Ze haalden inspiratie uit systemische gezinstherapie van onder andere Gregory Bateson en Salvador Minuchin. Van grote invloed op hun werk was Alfred Habdank Korzybski, die het belang van de taal voor het begrip van de realiteit aantoonde.
In 1984 richtten ze de eerste Korzybski Instituten op in België (Brugge, dr. Luc Isebaert, dr. Myriam Le Fevere de Ten Hove, Louis Cauffman) en Frankrijk (Parijs, dr. Marie-Christine Cabié, dr. Marika Moisseeff, Michael Houseman). Kort daarna startte ook de opleiding in Nederland (Amsterdam) Deze zijn in 2010 verenigd tot Korzybski International. Vanaf 2018 is er ook een Korzybski Instituut in Duitsland. 
Vanuit de vraag "Wat werkt in therapie?" en "Hoe zou Milton Erickson deze casus aangepakt hebben?" werd een model van therapie uitgewerkt dat inzicht geeft in wat er gebeurt in de therapeutische relatie.
In 1989 ontdekten ze via het boek Clues. Investigating Solutions in Brief Therapy het werk van Steve de Shazer die samen met zijn vrouw Insoo Kim Berg werkte aan het Brief Family Therapy Center in Milwaukee volgens gelijkaardige principes. Vandaar de naam oplossingsgerichte therapie, waar oplossingsgerichte coaching en opvoedkunde uit voortvloeide. Dit leidde tot een nauwe samenwerking, waarbij Steve de Shazer en Insoo Kim Berg regelmatig op bezoek kwamen voor discussieavonden en workshops aan het Korzybski Instituut. Vanaf 1990 zijn Steve de Shazer en Insoo Kim Berg lid van de Korzybski Staf (bestuursraad). Het concept van de flowchart kwam van hen, de uitwerking hiervan tot Brugs Model is door hen overgenomen vanuit de interacties met Korzybski Instituut. 
Cognitieve gedragstherapie heeft invloed gehad op het oplossingsgerichte model, voornamelijk met het uitwerken van 'de theorie van de gewoonten'. Dit werd in het systeem geïntegreerd met de hulp van Geert Van Coillie.
In 1996 werd het Brugse model voorgesteld tijdens een congres in Denver, Colorado: "Therapeutic conversations 3", een toonaangevend congres voor psychotherapie. Op dat moment waren twee progressieve therapieën in opmars, oplossingsgericht werken en narratieve therapie van Michael White. Yvonne Dolan is daarna ook lid geworden van de Korzybski staf. 
In 2008 kwam een samenwerking tot stand met Barry Duncan, Scott Miller en Bruce Wampold van de Client Directed, Outcome Informed beweging, die voortbouwen op Jerome Frank en Michael Lamberts werk in evidence-based werken in psychotherapie.
Ook het concept van de not-knowing stance van Tom Andersenen en Harry Goolischian stuurde het gedachtegoed naar een sterkere nadruk op de inbreng van middelen en vaardigheden van de klant in de therapie.

## Opleidingen
Korzybski International organiseert een vierjarige opleiding in de oplossingsgerichte cognitieve en systemische therapie en ericksoniaanse interventies. Binnen deze therapieopleiding zijn er verschillende specialisaties: autisme, hypnotherapie, kinderen en adolescenten, relatietherapie, trauma en verslavingszorg. Er zijn twee getuigschriften gekoppeld aan deze opleiding, een getuigschrift postgraduaat oplossingsgerichte counseling (2 jaar / 1185 uren) en een getuigschrift postgraduaat oplossingsgerichte cognitieve systeem psychotherapie (4 jaar / 2255 uren), uitgereikt in samenwerking met het Howest.
Naast deze Nederlandstalige opleiding is er ook een eenjarige internet-gebaseerde opleiding in de oplossingsgerichte cognitieve en systemische therapie in het Frans, Engels en Duits.
In 2015 bestond de staf van het Korzybski instituut uit dr. Luc Isebaert, dr. Myriam Le Fevere de Ten Hove, Chris Van Dam, Anton Stellamans, Erwin De Bisscop, Marc Huijnen, Marco Keulen, Geert Lefevere en Sébastien Vernieuwe.